# Elisabeth Warter
Elisabeth Warter (...) è un'ex sciatrice alpina austriaca.

## Biografia
Discesista pura, la Warter in Coppa Europa nella stagione 1982-1983 fu 2ª nella classifica di specialità e ottenne l'unico piazzamento in Coppa del Mondo il 5 febbraio dello stesso anno a Sarajevo (12ª); non prese parte a rassegne olimpiche né ottenne piazzamenti ai Campionati mondiali.

## Palmarès

### Coppa del Mondo
- Miglior piazzamento in classifica generale: 72ª nel 1983